# Tony Hawk's Pro Skater HD
Tony Hawk's Pro Skater HD (abbreviato in THPS HD) è un videogioco di skateboard, dodicesimo capitolo della serie di videogiochi Tony Hawk's. Il videogioco, che è stato pubblicato dalla Activision e sviluppato dalla Robomodo, è una riedizione in High Definition dei livelli classici di Tony Hawk's Pro Skater e Tony Hawk's Pro Skater 2 ed è stato reso disponibile per Xbox 360 via Xbox Live Arcade il 18 luglio 2012, e successivamente per Microsoft Windows e PlayStation 3 via PlayStation Network.